# Pioneer 10
Pioneer 10 este o navă spațială lansată la 3 martie 1972 de NASA. Aceasta este destinată în primul rând studierii planetei Jupiter, totodată fiind și prima navă spațială care a zburat în apropierea de Jupiter și a realizat fotografii ale planetei. Nava geamănă, Pioneer 11, a cercetat planeta Saturn.
În 1973, Pioneer 10 pentru prima dată a traversat centura de asteroizi și a examinat doi asteroizi apropiați, după care a descoperit centura de praf mai aproape de Jupiter. Nava a trecut la o distanță de 132 de mii de km de Jupiter la 4 decembrie 1973. Au fost obținute date despre compoziția atmosferei lui Jupiter, a fost calculată masa și câmpul magnetic al planetei, s-a constatat de asemenea că fluxul de căldură totală de pe planetă este de 2,5 ori mai mare decât energia primită de la Soare. Pioneer 10 a permis de asemena specificarea densității celor mai mari 4 sateliți galileeni.
La 21 octombrie 2012, nava se depărta de Soare cu o viteză medie de aproximativ 12,046 km/s, sau 2,54 UA, ceea ce este suficient pentru a ieși în spațiul interstelar. Distanța de la Soare fiind de aproximativ 106.960 UA sau 160,01 miliarde km.

### Placa Pioneer
La inițiativa lui Carl Sagan, Pioneer 10 și Pioneer 11 transportă câte o placă din aluminiu anodizat cu aur (152 și 229 mm). Plăcile Pioneer conțin un mesaj pictural, în eventualitatea că navele Pioneer vor fi interceptate de forme de viață extraterestră. Plăcuțele prezintă nudurile unui om de sex masculin și feminin, împreună cu mai multe simboluri care sunt concepute pentru a furniza informații despre originea navei spațiale.